# Sabalgarh
Sabalgarh (en hindi: सबलगढ़ ) es una localidad de la India en el distrito de Morena, estado de Madhya Pradesh.

## Geografía
Se encuentra a una altitud de 207 m s. n. m. a 457 km de la capital estatal, Bhopal, en la zona horaria UTC +5:30.

## Demografía
Según estimación 2010 contaba con una población de 32 588 habitantes.